# Bushati (famiglia)
I Bushati (anche Bushatli) furono una famiglia nobile albanese che controllò il pascialato di Scutari dal 1757 al 1831. Vantano una discendenza diretta dal despota serbo Skenderbeg Crnojević, il figlio islamizzatosi del principe di Zeta Ivan Crnojević. Dopo la caduta del Pascialato (1831), la famiglia ha mantenuto una notevole preminenza politica in Albania in generale e a Scutari in particolare.

Dalla dinastia prende il nome il centro di Bushat.

## Membri illustri
- Mehmed Bushati Pascià (...-1765), già sangiacco di Scutari, creò il pascialato semi-autonomo di Scutari
- Kara Mahmud Bushati Pascià (1749-1796), figlio di Mehmed Bushati Pascià
- Ibrahim Bushati Pascià (...-1810), figlio di Mehmed Bushati Pascià
- Mustafa Bushati Pascià (1797-1860), figlio di Kara Mahmud Bushati Pascià, fu l'ultimo Sangiacco di Scutari
- Xhemal Bushati (1885-1941), politico attivamente impegnato contro Zog I di Albania
- Maliq Bushati (1880-1946), politico, divenuto primo ministro d'Albania